# Cesare Pinarello
Pour les articles homonymes, voir Pinarello.
Cesare Pinarello (né le 5 octobre 1932 à Trévise et mort le 2 août 2012 dans la même ville) est un coureur cycliste italien. Il a été vice-champion du monde de vitesse individuelle amateur en 1953 et médaillé de bronze du tandem aux Jeux olympiques de 1952 à Helsinki et  de 1956 à Melbourne.

## Palmarès

### Jeux olympiques
- Helsinki 1952
  -  Médaillé de bronze du tandem (avec Antonio Maspes)
- Melbourne 1956
  -  Médaillé de bronze du tandem (avec Giuseppe Ogna)

### Championnats du monde
- 1953
  -  Médaillé d'argent de la vitesse individuelle amateur

### Championnats nationaux
- Champion d'Italie de vitesse individuelle amateur en 1953, 1955

### Autres compétitions
- Grand Prix de Copenhague amateur en 1953